# Тихомирова, Александра Ивановна
Александра Ивановна Тихомирова (1928 — 2010) — доярка совхоза «Ильинский» Кологривского района Костромской области, Герой Социалистического Труда (1966).

## Биография
Родилась в 1928 (по другим данным — в 1927) году в селе Ильинское Паломской волости Кологривского уезда Костромской губернии (сейчас — Кологривский район Костромской области), в крестьянской семье.
В годы Великой Отечественной войны, после окончания школы, уехала в Горький (сейчас — Нижний Новгород), где окончила ремесленное училище, получила специальность токаря, работала на военном заводе.
После окончания войны вернулась домой чтобы поддержать родителей, работала на лесозаготовках, гоняла плоты по реке Унже.
Работала и звеньевой льноводческого звена, и дояркой на ферме. Звено, которым она руководила, было одним из лучших в районе. В 1957 году вступила в КПСС.
В 1959 году колхоз был присоединён к вновь организованному совхозу «Ильинский», где занимались и растениеводством (выращивали рожь, пшеницу, ячмень и овес, лен и картофель) и животноводством.
С этого момента работала дояркой на ферме в деревне Малая Горка, а затем на ферме в деревне Большая Горка, где постепенно личные результаты по надоям были почти в два раза выше средних показателей и по ферме, и по району.
Указом Президиума Верховного Совета СССР от 22 марта 1966 года за достигнутые успехи в развитии животноводства, увеличении производства и заготовок мяса, молока, яиц, шерсти и другой продукции присвоено звание Героя Социалистического Труда с вручением ордена Ленина и золотой медали «Серп и Молот».
В дальнейшем продолжала ударно трудиться, достигнув надоя на корову 4366 килограммов молока, тогда как средний по ферме составлял 3900, за что была награждена вторым орденом Ленина.
Избиралась членом Костромского обкома КПСС, была делегатом ХХII (1961) и XXV (1976) съездов КПСС.
Жила в селе Ильинское. Скончалась в июне 2010 года.

## Награды
- Герой Социалистического Труда (1966)
- Орден Ленина (1966, 1975)
- медали